# 헤이젤 참사
에젤의 비극(이탈리아어: Strage dell'Heysel ˈstraːdʒe delleiˈzɛl[*])은 1985년 5월 29일에 벨기에 브뤼셀에서 1985년 유러피언컵 결승전을 앞두고 벌어진 다중밀집사고로, 이탈리아의 유벤투스 지지자들이 에젤 경기장의 벽을 밀어 파손시키고 쫓아오는 잉글랜드의 리버풀 지지자들을 피하려다 발생했다. 39명의 희생자가 발생했는데, 이들 대부분은 이탈리아인과 유벤투스 지지자들이었고, 600명이 이 사태에 부상을 당했다.
유벤투스와 리버풀 간 결승전을 약 1시간 앞두고 본래 벨기에 현지인들이 표를 구입한 "중립석" 구역이었던 곳에서 두 지지자들이 허술한 격벽을 두고 격렬한 실랑이가 벌어졌다. 투사체가 날아다닌 것으로 보도되었고, 투사체가 날아다니면서 물리적 폭력 사태가 발생한 것으로 알려졌다. 닭장 울타리가 난투극이 터지면서 뜯어졌고, 중립 구역의 관중들은 벽쪽의 리버풀 지지자들을 피해 대피했다. 이들은 울타리를 너머 유벤투스의 지지자들을 향해 "중립 영역"으로 돌격했다. 문제의 요인은 여럿 꼽을 수 있는데, 리버풀은 전년도 로마에서 열린 유러피언컵 결승전에서 홈팀 로마를 물리치며 우승을 차지했다. 이로 인해 분노한 현지팬들은 리버풀팬들을 향해 칼, 병, 막대기 등을 들며 공격을 가하기 시작했는데 이로인해 리버풀팬들은 헤이젤에서 이탈리아에 대한 복수심을 갈게 만들었다. 결국 격벽이 무너지면서 밑의 관중들은 깔렸고, 벽이 무너지면서, 몇몇은 탈출했지만, 이로 인해 더 많은 사상자가 발생했다. 다수의 관중들은 안전한 곳으로 기어 올라갔지만, 나머지는 명을 달리하거나 중상을 당했다. 경기 진행 전 참사가 발생했음에도 불구하고 주최 당사와 조직 단체는 반사회적 법률행위를 사유로 시에서 계엄령을 선포했지만, 경기 진행을 강행했고, 이 경기에서 유벤투스가 1-0으로 이겼다.
이 참사로 인해 유럽 축구 연맹(UEFA)은 잉글랜드의 축구단의 유럽대항전 영구 제명 징계를 내렸고,(1990-91 시즌에 해제) 리버풀은 처음에 2년 추가, 나중에 1년 추가 제명되었으며, 14명의 리버풀 지지자들은 학살 혐의로 징역 6년형이 내려졌다. 이 참사는 "유럽대항전 최악의 흑역사"로 회자되었다.

## 배경
1985년 5월, 리버풀은 로마와의 결승전에서 승부차기 끝에 유러피언컵을 쟁취한 유럽의 패왕이었다. 이번에도 리버풀은 또다른 이탈리아 구단 유벤투스를 상대했는데, 유베는 전 시즌 유러피언 컵위너스컵을 무패로 제패했다. 유벤투스는 이탈리아의 1982년 월드컵 우승 주역이 다수 포진해 있었고, 오랜 기간 토리노 연고 구단에서 발을 맞추어 왔으며, 이들과 동행하는 플레이메이커 미셸 플라티니는 유럽 최우수 선수로 평가되어 1984년 12월에 프랑스 풋볼(France Football)지가 주관하는 유럽 올해의 선수로 2년 연속 선정되었다. 양 구단 모두 전 시즌을 끝으로 UEFA 구단 순위에서 공동 선두를 달렸고, 스포츠 특화 언론에서는 두 구단을 유럽 대륙의 양대 산맥으로 수식했다. 두 구단은 앞서 1984년 유러피언 슈퍼컵에서 맞붙었고, 이탈리아측 구단이 2-0으로 이겼다.
에젤 경기장은 비록 벨기에의 국립 경기장이었지만, 1985년 유러피언컵 결승전 시점에 유지보수에 소홀해 시설이 열악한 상태였다. 개장한 지 55년이 지난 이 경기장은 몇 년동안 유지관리가 미흡했고, 시설의 일부는 글자 그대로 무너져 내리고 있었다. 예를 들어, 경기장 외벽은 시멘트 블록으로 대충 쌓여 있었고, 표를 구매하지 않은 지지자들은 발로 벽을 차며 잠입을 시도했다. 경기장 일부의 스탠드 입구는 개찰구가 1개밖에 없었고, 일부 지지자들은 표 단속을 받은 적이 없었다고 증언하기도 했다.
리버풀 지지자들과 선수들은 아스널 지지자들이 몇 년 전에 이 곳에서 경기를 치르고는 "쓰레기장" 같다는 증언과 마찬가지로 에젤 경기장의 극도로 열악한 환경에 충격을 받았다고 증언했다. 또한 이들은 바르셀로나의 캄 노우와 마드리드의 산티아고 베르나베우에서 경기를 치를 수 있음에도 불구하고 굳이 열악한 에젤 경기장에서 경기를 치르기로 한 것에 놀라움을 표했다. 잠피에로 보니페르티 유벤투스 회장과 피터 로빈슨 리버풀 구단주는 에젤 경기장이 유럽의 양대 산맥이 맞대결을 펼치는 유러피언컵 결승전을 열만한 자격이 있는 상태가 아님을 짚으면서, 유럽 축구 연맹(UEFA)에 경기장 변경을 요청했다. 그러나, 유럽 축구 연맹은 이들의 의견을 묵살했다. 이후 수사에 따르면 유럽 축구 연맹이 결승전 상태를 사전 조사하는데 30분밖에 들이지 않은 것이 밝혀졌다.
58,000명에서 60,000명에 육박하는 관중들이 경기장에 들어섰고, 양 측 지지자들이 각각 25,000명씩 웅집했다. 경기장 양 끝 골대 뒤쪽은 입석으로만 구성된 지역으로 각각 3개의 구역으로 나뉘었다. 비극이 벌어진 후 벨기에 법원에서 진행된 재판에서 유벤투스측 관중석은 O, N, M 구역으로 나뉘었고, 리버풀측 관중석은 X, Y, Z 구역으로 나뉘었다는 것이 밝혀졌다. 그러나, Z 구역의 관중석은 나머지 구역과 한데 묶여 벨기에 현지인 관중들에게 표가 할당되었다. 중립 관중표를 많이 할당한 점은 유벤투스와 리버풀 측의 반발을 야기했는데, 이는 양측 구단의 지지자들이 대행업체나 경기장 밖 표 되팔이로 지지자들이 서로 뒤엉켜 위험한 상황을 초래할 수 있었기 때문이었다.
당시, 벨기에에는 이탈리아 교민들이 많이 이주해 있었고, 다수의 브뤼셀, 리에주, 그리고 샤를루아에 정착한 이탈리아 교포들이 Z 구역 표를 샀다. 또한, 매표 대행업체들이 표를 다량 사들여 여행사에 팔았고, 이는 대부분 유벤투스 지지자의 손에 들어갔다. 그에 따라 유벤투스 지지자들은 본래 중립 지지자들이 차지해야할 Z 구역도 차지하면서 리버풀 지지자들보다 더 많은 구역을 점거했다. 보도 내용에 따르면, 리버풀은 앞서 1984년 유러피언컵 결승전에서 로마의 극성 지지자들의 공격에 대해 앙심을 품었는데, 이듬해에도 유벤투스 지지자들이 바로 옆 스탠드를 차지하면서 경기 전 긴장이 크게 고조되었다. 나머지 소수의 표는 리버풀 지지자들이 차지했다.

## 대치

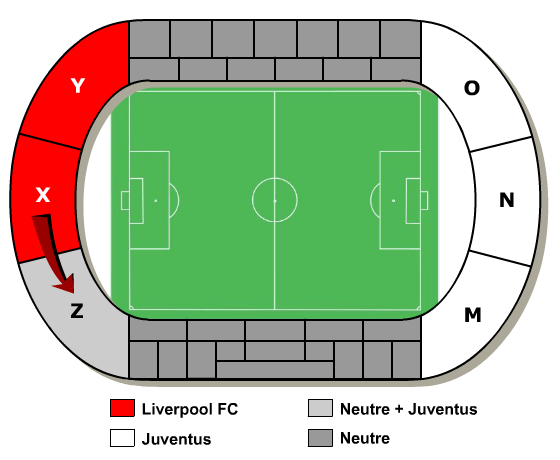
에젤 경기장의 구조도

현지 시각으로 경기 시작 약 1시간 전인 오후 7시경, 다툼이 시작되었다. 겨우 몇 미터밖에 떨어지지 않은 리버풀, 유벤투스 지지자들이 X 구역과 Z 구역을 점거했다. 두 구역의 경계선은 임시 철망으로만 막혀 있었고, 경계 구역에 경찰 인력이 소수 배치되었다. 축구 폭력배들은 홍염, 병, 짱돌을 경계선 너머로 투척했고, 무너지는 스탠드 밑에 떨어진 돌멩이로 돌팔매질을 했다.
경기 시작 시간이 임박하면서, 더 많은 투사체가 날아다녔다. 결국 리버풀 지지자들은 유벤투스 지지자들한테 돌격했다. 유벤투스 지지자들은 자리를 피하는 가운데, 리버풀 지지자들이 Z 구역 경계석을 나누던 콘크리트 벽을 밀쳤고, 압력이 벽 하부에 누적되다가 허물어지면서 벽 바로 옆의 관중들은 무너진 잔해에 뒤덮여 묻혀 압사당했다. 일부 지지자들은 안전 구역으로 대피하는데 성공했지만, 다수는 중상을 당하거나 명을 달리했다.
이에 대한 응징으로 Z 구역의 유벤투스 지지자들도 반대쪽에서 들고 일어났다. 이들은 경기장 육상 주행로를 따라 달려가 다른 유벤투스 지지자들을 도왔지만, 경찰이 사전에 개입을 막았다. 다수의 유벤투스 지지자들은 이들을 막는 경찰들에 돌덩어리, 병, 짱돌을 던지며 2시간 동안 싸웠다. 한 유벤투스 지지자는 벨기에 경찰에 출발 신호 권총을 발포했다.

## 경기
참사의 여파로 벨기에 연방 정부는 브뤼셀 시에 계엄령을 선포했지만, 벨기에의 총리 빌프리트 마르턴스를 수반으로 한 벨기에 연방 내각, 에르베 브루옹 브뤼셀 시장, 그리고 연방 경찰국은 물론 유럽 축구 연맹 관계자, 이탈리아, 잉글랜드, 그리고 대회 조직에 총책임이 있는 벨기에의 축구 협회는 경기가 반사회적 법률행위를 사유로 경기 진행 강행을 결정했는데, 경기를 취소하면 더 많은 악영향을 미칠 수 있다고 판단한 데에 있었고, 유벤투스의 간곡한 경기 취소 요청까지 묵살했다. 양측 주장은 관중에 진정할 것을 요청했고, 경기장 사상자가 발생한 것을 안 상태에서 입장했다. 몇 년 후, 리버풀의 필 닐 주장은 경기를 취소하는 것이 "더 나은 결정"이었을 것이라고 회고했다.
유벤투스는 이 경기에서 플라티니의 페널티킥 결승골로 1-0으로 이겼는데, 그는 스위스인 데나 주심이 즈비그니에프 보니에크가 넘어져 얻은 페널티킥으로 골망을 흔들었다.
경기 후, 유벤투스 주장 가에타노 시레아는 자크 조르주 유럽 축구 연맹 회장으로부터 우승컵을 받아 명예 관중석에서 들어올렸다. 다중 히스테리가 발생하여 다수의 기자와 지지자들이 경기 끝에 구장 안으로 난입했다. 양측 지지자들은 관중석에서 연호했고, 몇몇 이탈리아 구단의 선수들은 관중들과 함께 잔디 구장 안에서 자축하고, M 관중석 앞을 돌았고, 몇몇 리버풀 선수들은 사건이 발생한 X와 Z 구역 지지자들에게 박수를 보냈다.
리버풀 선수들은 브뤼셀에 묵을 호텔에서 공항으로 돌아가는 버스가 유벤투스 지지자들에게 포위되었을 때 비극의 발생을 깨달았다. 경찰은 리버풀 선수를 수송하는 버스를 인도해야 했다. 리버풀 선수들을 태운 버스는 경찰을 따라 브뤼셀 공항의 타맥으로 직행해 공항 대기실에서 추가 폭력 사태 발생하는 것을 막았다.

## 희생자 명단
39명의 희생자들 중 32명은 이탈리아인(미성년자 2명 포함)이었고, 4명은 벨기에인, 2명은 프랑스인, 그리고 1명은 북아일랜드인이었다. 괄호 안의 숫자는 희생 당시의 나이를 나타낸다.
- 로코 아체라 (29)
- 브루노 발리 (50)
- 알퐁스 보스 (35)[35]
- 잔카를로 브루스케라 (21)
- 안드레아 카술라 (11)
- 조반니 카술라 (44)
- 니노 체룰로 (24)
- 윌리 시엘랑스 (41)
- 주세피나 콘티 (17)
- 디르크 다닌크스 (38)
- 디오니시오 파브로 (51)
- 자크 프랑수아 (45)[36]
- 에우제니오 갈리아노 (35)
- 프란체스코 갈리 (24)
- 잔카를로 곤넬리 (20)
- 알베르토 과리니 (21)
- 조바키노 란디니 (50)
- 로베르토 로렌티니 (31)
- 바르바라 루시 (58)
- 프란코 마르텔리 (22)
- 로리스 메소레 (28)
- 잔니 마스트로이아코 (20)
- 세르조 바스티노 마치노 (38)
- 루차노 로코 파팔루카 (38)
- 루이지 피도네 (31)
- 베니토 피스톨라토 (50)
- 패트릭 래드클리프 (38)[37]
- 도메니코 라가치 (44)
- 안토니오 라냐네세 (49)
- 클로드 로베르 (27)[35]
- 마리오 론키 (43)
- 도메니코 루소 (28)
- 타르치시오 살비 (49)
- 잔프란코 사르토 (47)
- 아메데오 주세페 스폴라오레 (55)
- 마리오 스파누 (41)
- 타르치시오 벤투린 (23)
- 장 미셸 왈라 (32)
- 클라우디오 차바로니 (28)

## 수사
사태의 책임은 리버풀에 넘어갔다. 5월 30일, 유럽 축구 연맹 공식 참관인 귄터 슈나이더는 "잉글랜드인만이 이 문제에 책임이 있습니다. 이견의 여지는 없습니다"라고 의견을 표력했다. 대회 조직 책임자인 유럽 축구 연맹, 에젤 경기장 소유주, 그리고 벨기에 경찰도 과실 여부를 조사받았다. 8달에 걸친 수사 끝에, 벨기에의 마리나 코피테르스 판사 주관으로 보고서를 제작했다. 보고서에 따르면 리버풀 지지자들에게만 과실이 있다고 결론지었다.
영국 정부는 런던 소방대 부장 제리 클락슨을 파견해 경기장 상태에 대해 보고했다. 그는 이번 참사가 "경기장의 열악한 상태에 과실이 매우 크다"라고 결론지었다. 클락슨은 무너진 격벽이 관중의 압력을 견딜 수 없는 조건이었고, 격벽의 지지대가 드러나 있었다고 덧붙였다. 벽의 주지보는 잘못 설계되었고, 긴 플라스틱제 배관이 밑에 묻힌 작은 구조물이 스탠드 위에 지어져 있었다고 했다. 그의 보고서는 참사에 대한 증거물로 채택된 적이 없다.

### 경기장 조건에 미친 영향
에젤 참사가 발생한 후, 잉글랜드 구단들은 엄격한 규정을 내세워 문제의 인물들이 안방 경기에 참관하는 일을 막았고, 1986년에 문제를 야기한 이들의 경기장 출입을 막을 법안을 3달 동안 입안한 끝에 의제로 올랐고, 1991년에 축구 난동령 2000이 도입되었다.
원정 경기 참관을 막은 법적 제명은 잉글랜드 지지자들의 폭력 사태로 강경 발효되었는데,(컴뱃 18을 비롯한 신나치주의 단체 활동의 여파가 영향을 미쳤다) 아일랜드와의 1995년 2월 15일 경기와 1998년 월드컵 폭력 현장에서 이 령이 발효되었다. 유로 2000에서의 폭력 행각으로 2004년에 경찰의 권한을 확대하는 새 법안이 입법되었고, 2,000명이 제명되었으며, 이는 유로 2000에 100명을 제명한 것에 비교하면 제명자 수가 크게 불어난 것이었다.
잉글랜드에서의 경기장 관련 개법은 1989년 4월 힐즈버러 참사의 테일러 보고서에 따라 착수했는데, 여기에서 리버풀 지지자 97명이 희생되었다. 전좌석 경기장이 상위 2개 리그에서 의무화되었고, 축구장측 울타리가 제거되었고, 폐쇄회로 텔레비전이 보편화되었다. 난동을 부리는 지지자들은 표를 압수당하고, 잉글랜드 경기장에서의 관전이 법적으로 제제되었다.
에젤 경기장은 참사 이후에도 벨기에 국가대표팀 경기를 1990년까지 주관했는데, 유럽 축구 연맹은 최소 10년 유럽대항전 결승전을 개최하지 못하게 되었다. 1994년, 경기장은 보두앵 국왕 경기장으로 대부분 재건되었다. 1995년 8월 28일, 신구장이 개장하면서 에젤에서 벨기에와 독일 간 경기로 다시 축구를 볼 수 있게 되었다. 이후, 1996년 5월 8일에 파리 생제르맹이 라피트 빈과의 컵위너스컵 결승전에서 1-0으로 승리했다.

## 법적 소송
영국 경찰은 위법자에 판결을 내리기 위해 꼼꼼히 수사했다. 17분 가량 되는 영상과 다수의 사진 자료를 증거 자료로 활용했다. TV 눈은 1시간 가량의 프로그램을 편성해 영상을 재생했고, 영국 언론은 사진들을 게재했다.
34명이 체포되었고, 에젤에서 벌어진 사건을 주동한 26명의 리버풀 지지자를 범죄인 인도에 따라 유죄로 내릴 수 있는 유일한 항목인 고살 혐의로 유죄를 선고했다. 용의자 인도 청문회가 1987년 2월 부터 3월까지 런던에서 진행되어 26명 모두 벨기에에서 유벤투스 지지자 마리오 론키의 살해 사건에 대해 법정에 섰다. 1987년 9월, 이들은 인도되어 39명의 학살 및 범법행위에 대한 고살죄로 유죄를 선고받았다. 본래, 모든 과정은 벨기에 교도소에서 진행되었지만, 이후 몇 달 동안 판사는 재판 기간이 뒤로 밀려나면서 석방을 허락했다.
재판은 1988년 10월에 본격적으로 시작되었고, 벨기에인 3명도 참사에 책임을 지고 법정에 섰다: 알베르 로센벨기에 왕립 축구 협회장은 리버풀 구역의 표를 유벤투스 지지자들에게 판매한 혐의로, 미셸 캉시에와 조앙 마티외 두 경감은 그날 치안 유지 활동과 관련해 혐의를 빚었다. 26명의 리버풀 지지자들 중 2명이 당시 영국의 감시에 놓이면서 재판이 연기되었다. 1989년 4월, 14명의 지지자들이 유죄 선고를 받아 3년 징역형이 내려졌고, 이 중 절반은 5년 유예로 영국에 복귀 허락을 받았다. 무죄 선고를 받은 이들 중 1명은 로니 젭슨이었는데, 그는 13년 동안 잉글리시 풋볼 리그 무대에 13년을 활약하며 414번의 경기에 출전했다.

## 사건의 여파

### 잉글랜드 구단 제명
잉글랜드 구단의 유럽대항전 제명 여론이 거세졌다. 1985년 5월 31일, 영국의 마거릿 대처 총리는 잉글랜드 축구 협회(FA)에 잉글랜드 구단들이 제명당하기 전에 유럽대항전에서 기권하기를 요청했지만, 이틀 뒤, 유럽 축구 연맹이 잉글랜드 구단의 "영구 제명" 징계를 내렸다. 6월 6일, 국제 축구 연맹(FIFA)는 잉글랜드 구단의 제명 범위를 모든 국제 경기로 수위를 올렸지만, 몇 주 뒤 유럽 외 친선전이 가능하도록 완화되었다. 1985년 12월, 국제 축구 연맹은 친선경기를 유럽에서 자유로이 치를 수 있도록 제제를 풀었으나, 벨기에 정부는 자국에서 경기를 치를 수 없도록 제제했다.
비록 잉글랜드 국가대표팀은 제명 대상이 아니었지만, 잉글랜드 구단들은 유럽대항전 영구 제명이 확정되었고, 리버풀은 보다 높은 수위의 징계를 받았다. 1990년 4월, 잉글랜드 축구 당국의 수 년간 항의 끝에 유럽 축구 연맹은 잉글랜드 구단(리버풀 제외)의 유럽대항전 참가를 1990-91 시즌부터 허락했다. 1991년 4월, 유럽 축구 연맹의 이사진은 리버풀을 1991-92 시즌부터 유럽대항전에 참가를 허락하도록 투표했고, 리버풀은 그에 따라 다른 잉글랜드 구단들보다 1년 늦게 유럽대항전에 참여했고, 이는 원 판결보다 2년 빠른 시점이었다. 결국, 모든 잉글랜드 구단은 리버풀 제외하고 5년 동안 유럽대항전에 참가하지 못했고, 리버풀은 6년 제명되었다.
리버풀 전 공격수 이언 러시는 사건 1년 후 유벤투스에 합류했는데, 러시는 이탈리아에서 활약하면서 양 구단과 지지자들 간의 관계를 개선하는데 도움이 되었다고 표의했다.

### 잉글랜드의 UEFA 점수
징계 이전 잉글랜드는 UEFA 점수 순위에서 선두를 달리고 있었는데, 이 사건에 앞서 잉글랜드 구단들은 유럽대항전을 5년 동안 지배하던 상황이었다. 징계 기간 동안, 잉글랜드는 그동한 적립한 점수를 소멸할 때까지 유지했다.
잉글랜드 구단들이 유럽대항전에 참가하지 못하면서 남은 UEFA컵 진출권은 9위에서 21위까지 올라 있는 2개 구단만 참가하는 리그의 구단들에게 재배분되었다. 1985-86 시즌의 UEFA컵에서 소련, 프랑스, 체코슬로바키아, 그리고 네덜란드는 UEFA컵 진출권을 1장 더 받았고, 1986-87 시즌에는 유고슬라비아, 체코슬로바키아, 프랑스, 그리고 동독이 수혜를 보았다. 1987-88 시즌의 수혜자는 포르투갈, 오스트리아, 그리고 스웨덴이었다. 스웨덴과 유고슬라비아는 1988-89년에도 수혜를 보았다. 마지막 잉글랜드 구단 참가가 제제를 받은 1989-90 시즌에는 오스트리아가 승자였고, 같은 리그 순위에 오른 프랑스와 유고슬라비아가 마지막 진출권을 놓고 플레이오프전에서 경합했다.
1990년, 점수를 모두 소진한 잉글랜드는 순위표에서 감추었다. 잉글랜드 리그가 다시 선두에 올라간 것은 2008년이 되어서의 일이었다.

### 참가하지 못한 구단들
다음 구단들은 유럽대항전 참가 자격을 징계 기간 동안 박탈당했다:
| 시즌    | 유러피언컵 | 유러피언 컵위너스컵       | UEFA컵 |
| ------- | ---------- | ------------------------- | --- |
| 1985–86 | 에버턴     | 맨체스터 유나이티드 (4위) | 리버풀 (2위) 토트넘 홋스퍼 (3위) 사우샘프턴 (5위) 노리치 시티 (리그컵 우승 / 20위)                                 |
| 1986–87 | 리버풀     | 에버턴 (2위)              | 웨스트햄 유나이티드 (3위) 맨체스터 유나이티드 (4위) 셰필드 웬즈데이 (5위) 옥스퍼드 유나이티드 (리그컵 우승 / 18위) |
| 1987–88 | 에버턴     | 코번트리 시티 (10위)      | 리버풀 (2위) 토트넘 홋스퍼 (3위) 아스널 (리그컵 우승 / 4위) 노리치 시티 (5위)                                      |
| 1988–89 | 리버풀     | 윔블던 (6위)              | 맨체스터 유나이티드 (2위) 노팅엄 포리스트 (3위) 에버턴 (4위) 루턴 타운 (리그컵 우승 / 9위)                         |
| 1989–90 | 아스널     | 리버풀 (2위)              | 노팅엄 포리스트 (리그컵 우승 / 3위) 노리치 시티 (4위) 더비 카운티 (6위) 토트넘 홋스퍼 (6위)                        |
| 1990–91 | 리버풀     |                           | |

단, UEFA컵에 참가할 수 있는 잉글랜드 구단의 수는 이후의 시즌에 졸전으로 조기에 탈락할 경우 줄어들었을 수 있다. 1990-91 시즌에 잉글랜드 구단들이 리버풀을 제외하고 참가가 허락되었을 때, UEFA컵 진출 구단은 1개 구단(리그 준우승)에게만 주어졌다. 징계 이전, 4개 구단이 UEFA컵에 참가한 것과 대조하면 잉글랜드 구단의 참가 구단 수는 이례적인 수이다.
잉글랜드 축구 리그 시스템에 속했지만 웨일스 컵을 우승해 유러피언 컵위너스컵에 진출할 수 있는 웨일스 구단들은 영향을 받지 않았다. 뱅고어 시티 (1985-86), 렉섬(1986-87), 머서 티드필(1987-88), 카디프 시티(1989-90), 그리고 스완지 시티(1989-90) 모두 잉글랜드 구단들이 징계를 받는 와중에도 잉글랜드 리그 소속으로 컵위너스컵 본선에 참가했다.
같은 시기, 다수의 구단들이 잉글랜드 구단들이 유럽대항전에 다시 참여하면서 자리를 1990년부터 잃어나갔고, 잉글랜드 리그에 남은 UEFA 점수가 없었고, 비록 맨체스터 유나이티드가 유럽대항전에 복귀한 1990-91 시즌에 유러피언 컵위너스컵을 우승했지만, 잉글랜드 구단들이 5년 성적을 반영하는 점수 체계로 인해 이전 수준의 점수를 적립하기 위해 십여 년이 걸렸고, 점수 발표는 1시즌 단위로 진행되어 구단의 유럽대항전 표 배분에 영향을 미쳤다.
1989-90 시즌 1부 리그를 우승한 리버풀이 유럽대항전에 1년 더 못나가면서, 1990-91 시즌 유러피언컵에 참가한 구단은 없었다.

### UEFA컵 진출에 미친 여파
적립된 점수가 증발하면서, 풋볼 리그 컵을 우승한 노팅엄 포리스트도 토트넘 홋스퍼와 아스널과 함께 1990-91 시즌 UEFA컵에 참가하지 못했다. 1991-92 시즌에도 같은 사유로 셰필드 웬즈데이, 크리스털 팰리스, 그리고 리즈 유나이티드가 참가하지 못했다. 아스널과 맨체스터 시티도 같은 사유로 1992-93 시즌 대회에 못 참가했다. 1993-94 시즌에는 블랙번 로버스와 퀸스 파크 레인저스도 같은 이유로 본선에 참가하지 못했다.
리즈는 1994-95 시즌에 참가하지 못했고, 1995-96 시즌에도 본래 참가하지 못할 뻔 했지만, 신설된 UEFA 페어플레이 랭킹에 따라 상위 3개 구단만에게 주어지던 UEFA컵 미진출 구단에게 혜택이 주어지면서 본선에 참가했다. 상위 3개 리그 순위에서 밀려나면서, 잉글랜드는 UEFA컵 진출 구단 수가 4개가 아닌 3개였다. 6위의 에버턴은 토트넘과 윔블던이 1995년 인터토토컵 경기에서 부적격 선수를 출격시킨 것에 대해 잉글랜드 축구 협회에 징계가 내려져 페어플레이로 1996-97 시즌 UEFA컵에 참가하지 못했다.
잉글랜드 리그가 징계로부터 더 이상 영향받지 않는 시점인 완화 5년 이후, 랭킹 점수는 온전하지 못한 진출권 횟수로 참사에서 자유롭지 못하다는 것을 보였다. 그 결과, 애스턴 빌라가 리그 순위로 1997-98 시즌과 1998-99 시즌에 UEFA컵 본선에 진출하지 못했지만 페어플레이 랭킹으로 참가했다. 1999-2000 시즌에 유럽대항전 체계가 개편되면서, 상위 6개 리그에 UEFA컵 진출권을 3장 배정했고,(상위 3개 구단은 챔피언스리그 진출권 4장을 받았고, 4위부터 6위까지는 3장씩 받았다) 잉글랜드는 이 시점에 상위 6개 리그 바로 밖인 7-8위권에서 UEFA컵 진출권 4장을 받았다.

## 추모

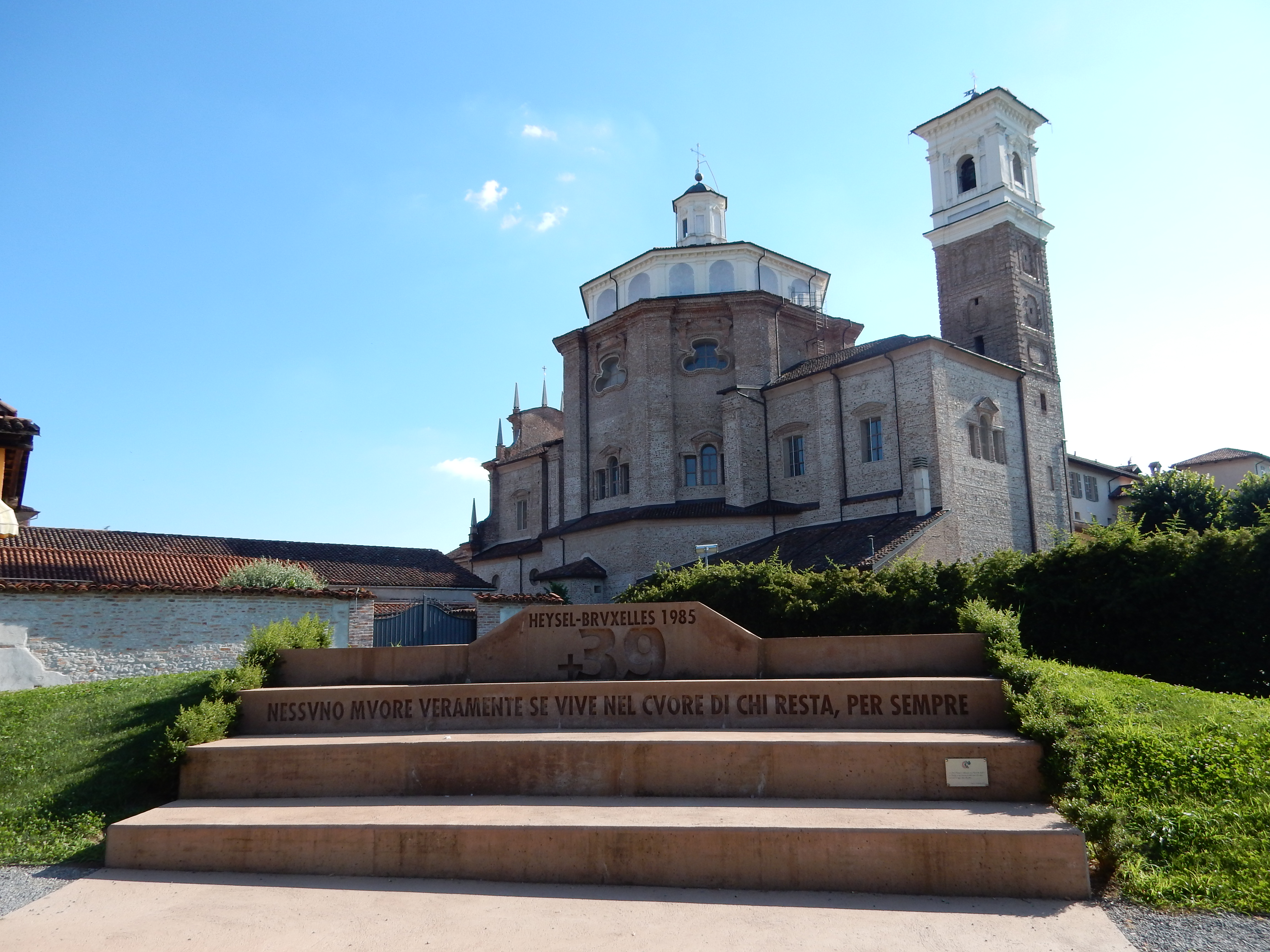
피에몬테 주 케라스코의 추모비

1985년, 토리노의 크리메아 광장(Piazza Crimea)에 소재한 유벤투스 본부에서 희생자의 합동 장례식이 진행되었다. 추모비에는 토리노의 기자 조반니 아르피노가 쓴 묘비가 있다. 2001년부터 2017년까지, 추모비는 갈릴레오 페라리스길(Corso Gallileo Ferraris) 구단 본부에 소재했고, 이후 유벤투스 본부로 옮겨졌다.

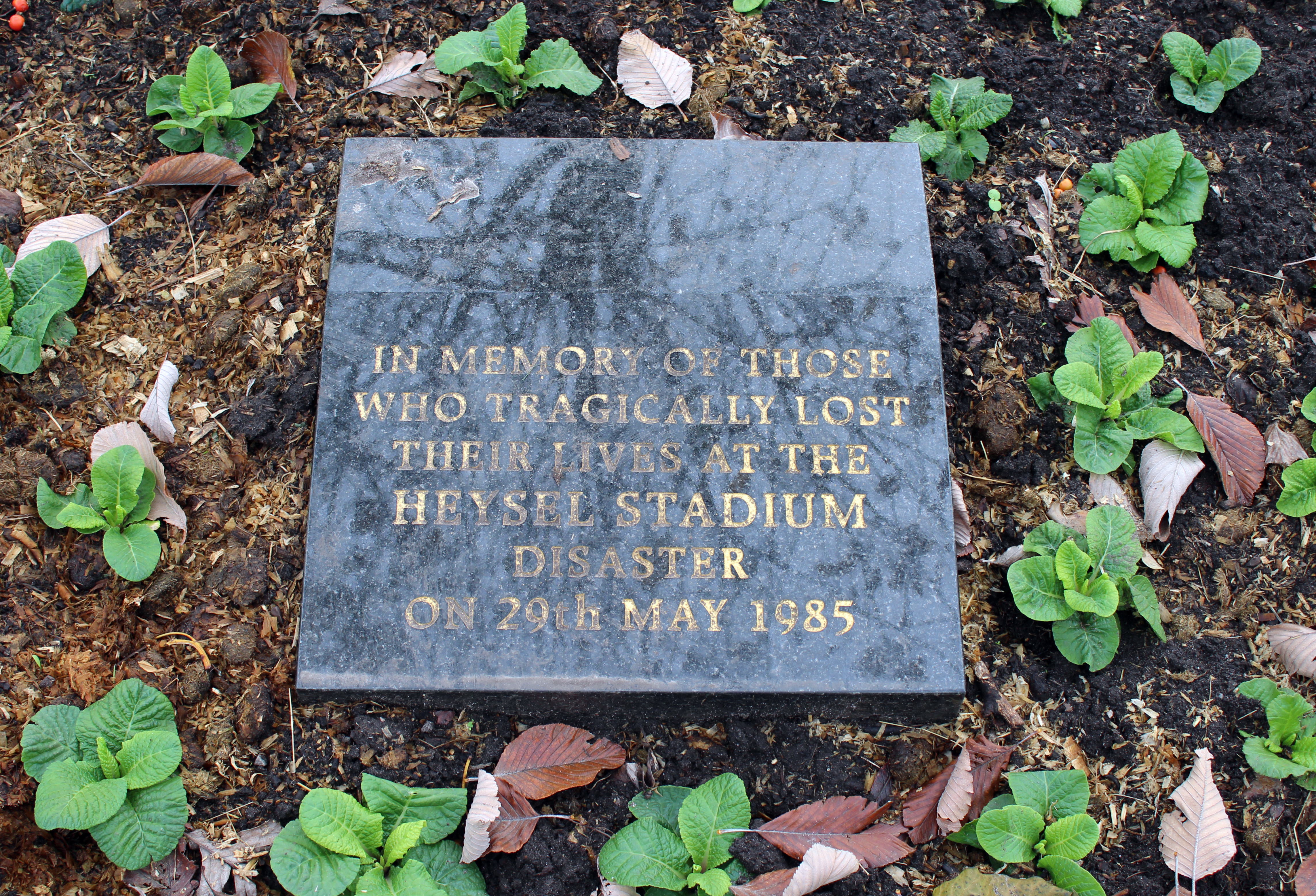
리버풀 성 요한 정원에 소재한 추모비

1991년, 희생자들 중 하나인 클라우디오 차바로니의 고향 레조 에밀리아의 미라벨로 경기장 앞에 또다른 39명을 추모하는 비석이 세워졌다. 매년 5월 29일마다 "에젤을 잊지 않기 위해"(Per non dimenticare Heysel) 단체가 유벤투스 대표들, 생존자들, 그리고 인테르나치오날레, 밀란, 레자나, 토리노를 비롯한 여러 구단들의 지지 단체와 함께 추모식을 진행한다. 유로 2000 당시, 이탈리아 국가대표 선수단은 참사 현장에 희생자들을 기리기 위해 헌화했다.
2005년 5월 29일, £140,000어치 조각상이 참사를 추모하기 위해 보두앵 국왕 경기장에 세워졌다. 프랑스인 파트리크 리무가 설계한 추모 조각상에는 해시계가 있고, 이탈리아와 벨기에산 석재에 잉글랜드인 W. H. 오든의 시 "장례식의 우울감"이 새겨져 있는데, 이는 3국의 비탄을 상징한다. 39개의 조명이 그날 스러진 영혼을 나타낸다.
2010년 5월 26일 수요일, 영구 명판이 25년 전에 명을 달리한 유벤투스 지지자들을 추모하기 위해 안필드의 100주년 스탠드에 공개되었다. 이 명패는 1989년 힐즈버러 참사로 97명의 희생자를 기리는 추모상과 함께 경기장 내에 세워진 유이한 추모 기념물이다. 2012년 5월, 토리노의 J-박물관에 에젤 추모관이 공개되었다. 유벤투스 경기장 앞의 구단 명예의 거리에도 참사의 희생자들을 추모하는 명판이 있다. 2014년 2월, 수페르가의 비극과 에젤의 비극을 동시에 추모하는 전시회가 토리노에서 개최되었다. 전시회 이름은 "같은 천국에 오른 70명의 천사들 - 수페르가와 에젤의 닮은꼴 비극"(Settanta angeli in un unico cielo – Superga e Heysel tragedie sorelle)이었고, 전시회는 1949년 5월 4일과 1985년 5월 29일에 회수한 기증품으로 진행되었다.
2015년 11월 12일, 이탈리아 축구 연맹(FIGC), 마리엘라 시레아를 대표로 한 유벤투스 대표, 그리고 J-박물관장 파올로 가림베르티, 그리고 이탈리아인 위문회 대표가 보두앵 국왕 경기장의 에젤 추모비에서 참사 30주년 행사를 거행했다. 이튿날, 카를로 타베키오 FIGC 회장은 푸른 군단(Squadra Azzurra)의 등번호 39번 유니폼을 이탈리아와 벨기에 간의 친선전을 앞두고 헌정했다.

### 경기에서의 추모 행사
1985년 8월 18일, 리버풀의 참사 이후의 첫 경기인 안필드에서의 아스널전 경기를 앞두고 추모 행사가 진행되었다. 그러나, 시드니 모닝 헤럴드의 기사에 따르면 연호에 "묻혔다"고 표현했다.

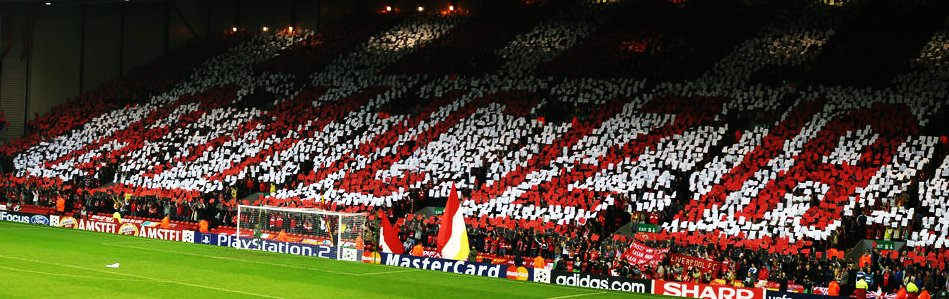
콥 스탠드에 "우정"(Amicizia) 카드 섹션을 펼친 리버풀 지지자들.

유벤투스와 리버풀은 2005년 챔피언스리그 8강전 추첨을 통해 에젤 이래 첫 재회가 확정되었다. 안필드에서의 1차전을 앞두고 리버풀 지지자들은 플래카드를 펼치며 우정(amicizia)으로 읽히는 카드 섹션을 펼쳤다. 다수의 유벤투스 지지자들이 이 행위에 박수를 보냈다고 자화자찬했지만, 다수는 이에 고깝지 않은 반응을 보였다. 토리노에서 벌어진 2차전을 앞두고 유벤투스의 지지자들은 다음 카드 섹션을 펼쳤다: 말은 쉽고 사과는 어렵지요: 살인마들과 89년 4월 15일 셰필드에서의 일. 신은 존재합니다.(Easy to speak, difficult to pardon: Murders and 15-4-89. Sheffield. God exists) 뒤에 97명의 리버풀 지지자들이 압사당한 힐즈버러 참사의 일을 짚었다. 소수의 리버풀 지지자들은 유벤투스 극성 지지자들에게 보복당했다.
2015년 5월, 토리노 안방에서 열린 나폴리와의 세리에 A 경기에서, 유벤투스 지지자들은 39명 이상에 존경을 표합니다(+39 Rispetto)라고 읽히는 플래카드에 희생자 명단을 들어올리며 참사의 희생양을 기렸다.
리버풀 전 선수 마크 로런슨은 기자 회견에서 에젤 참사 직후의 경험담을 길게 말했고, 이 사건이 힐즈버러 참사와 극명이 대조되게 언급되지 않았는가에 대해 덧붙였다. 이는 리버풀 측이 부끄러운 일이었을 것이라고 보았다.

### 매체에서의 묘사
1985년, 벨기에의 스튜디오 셰이디 비전은 비극적인 사건을 소재로 한 "그저 경기일뿐"(Indisc DID 127754)을 녹화했다. 독일에서, 이 영상은 SPV GmbH가 "39 (그저 경기일뿐)" 제목의 자선 싱글로 배포했다.
1986년, 미니스트리의 앨 조르겐센이 창립한 리볼팅 콕스 가수 단체는 "38" 곡을 빅 섹시 랜드 앨범에 추모의 의미로 발표했다. 영국의 마이클 니만은 동명의 장편곡의 일부로 1985년 에젤에서 희생당한 유벤투스 지지자들을 기리기 위해 작곡한 추모곡을 작곡했다.

## 같이 보기
- 수페르가의 비극
- 힐즈버러 참사
- 산카를로 광장의 비극

## 내용주
1. ↑  뱅고어 시티는 웨일스컵 1984-85 시즌에 잉글랜드의 슈루즈베리 타운에 패했지만, 잉글랜드 구단들이 참가하지 못하면서 이들을 대신해 웨일스 컵대회 우승 자격으로 유러피언 컵위너스컵 본선에 진출했다.

### 참고 문헌
- Falkiner, Keith (2012). 〈A Midfield Maestro〉. 《in Emerald Anfield. The Irish and Liverpool FC》. Dublin: Hachette Books Ireland. ISBN 978-1-444-74386-9.
- Graham, Matthew (1985). 《Liverpool》. Twickenham: Hamlyn Publishing Group. ISBN 978-0-600-50254-8.

## 관련 문헌
- Evans, R., & Rowe, M. (2002). For Club and Country: Taking Football Disorder Abroad. Soccer & Society, 3(1), 37. DOI: 10.1080/714004870
- Hopkins, M; Treadwell, J (2014). 《Football Hooliganism, Fan Behaviour and Crime: Contemporary Issues》. Palgrave Macmillan. ISBN 9781137347978.
- Nash, Rex (2001). “English Football Fan Groups in the 1990s: Class, Representation and Fan Power”. 《Soccer and Society》 2 (1): 39–58. doi:10.1080/714866720. S2CID 143050570.
- Johnes, Martin (2004). “'Heads in the Sand': Football, Politics and Crowd Disasters in Twentieth-Century Britain”. 《Soccer and Society》 5 (2): 134–151. doi:10.1080/1466097042000235173. S2CID 153999309.
- Redhead, Steve (Autumn 2004). “Hit and tell: A review essay on the Soccer Hooligan Memoir”. 《Soccer and Society》 5 (3): 392–403. doi:10.1080/1466097042000279625. S2CID 162546263.
- Williams, John (2006). “'Protect Me From What I Want': Football Fandom, Celebrity Cultures and 'New' Football in England”. 《Soccer and Society》 7 (1): 96–114. doi:10.1080/14660970500355637. S2CID 143334150.
- Frosdick, Steve; Newton, Robert (2006). “The Nature and Extent of Football Hooliganism in England and Wales”. 《Soccer and Society》 7 (4): 403–422. doi:10.1080/14660970600905703. S2CID 145372970.
- Holt, Matthew (2007). “The Ownership and Control of Elite Club Competition in European Football”. 《Soccer and Society》 8 (1): 50–67. doi:10.1080/14660970600989491. S2CID 143783793.
- Redhead, Steve (2007). “This Sporting Life: The Realism of The Football Factory”. 《Soccer and Society》 8 (1): 90–108. doi:10.1080/14660970600989525. S2CID 162357806.
- Spaaij, Ramón (2007). “Football hooliganism as a transnational phenomenon: Past and present analysis: A critique – More specificity and less generality”. 《The International Journal of the History of Sport》 24 (4): 411–431. doi:10.1080/09523360601157156. S2CID 145600753.